# Красноярский сельсовет (Стерлитамакский район)
Красноярский сельсовет — муниципальное образование в Стерлитамакском районе Башкортостана.
Административный центр — село Новый Краснояр.

## История
Согласно «Закону о границах, статусе и административных центрах муниципальных образований в Республике Башкортостан» имеет статус сельского поселения.

## Транспорт
По территории сельсовета проходит автомобильная дорога Стерлитамак - Красноусольский. Имеется автобусное сообщение с районным центром. Также сельсовет пересекает железная дорога Карламан - Мурапталово Куйбышевской железной дороги. В границах Красноярского сельсовета расположен остановочный пункт 132 км (менее 1 км. от центра сельсовета и около 2 км. от деревни Чувашский Куганак). В непосредственной близости от села Косяковка расположена одноименная ж/д станция. От о.п. 132 км и ж/д станции Косяковка имеется ежедневное пригородное сообщение до станций Стерлитамак, Карламан и Уфа.

## Население
| 2002  | 2009  | 2010  | 2012  | 2013  | 2014  | 2015  |
| ----- | ----- | ----- | ----- | ----- | ----- | ----- |
| 1453  | ↗1541 | ↗1567 | ↘1556 | ↘1554 | ↘1525 | ↘1503 |
| 2016  | 2017  | 2018  |       |       |       |       |
| ↘1502 | ↗1521 | ↘1513 |       |       |       |       |

## Состав сельского поселения
| № | Населённый пункт  | Тип населённого пункта       | Население |
| - | ----------------- | ---------------------------- | --------- |
| 1 | Новый Краснояр    | село, административный центр | ↗473      |
| 2 | Косяковка         | село                         | ↘744      |
| 3 | Чувашский Куганак | деревня                      | ↘213      |
| 4 | Танеевка          | село                         | ↗121      |
| 5 | Катениновский     | деревня                      | ↗9        |
| 6 | Михайловка        | деревня                      | ↘6        |
| 7 | Черкассы          | деревня                      | ↘1        |

В 1986 году упразднен и исключен из учетных данных поселок Кузьминский (Указ Президиума ВС Башкирской АССР от 12.12.1986 N 6-2/396 «Об исключении из учетных данных некоторых населенных пунктов»)